# Szőkefalvi-Nagy Béla-díj
A Szőkefalvi-Nagy Béla-díj a Szegedért Alapítvány egyik kuratóriumi díja, melyet Szegedhez kötődő, jelentős tudósoknak évente ítél oda az alapítvány Tudományos Kuratóriuma. A díj 2007 óta viseli Szőkefalvi-Nagy Béla matematikus professzor, akadémikus, az alapítvány első fődíjasa nevét.

## Díjazottak
- Barabás Zoltán növénynemesítő (1990)
- Grasselly Gyula geokémikus (1991)
- Alföldi Lajos genetikus (1992)
- Simon Miklós bőrgyógyász (1993)
- Tandori Károly matematikus (1994)
- Telegdy Gyula kutatóorvos (1995)
- Kristó Gyula történész (1996)
- Ferenczy Lajos mikrobiológus (1997)
- Bor Zsolt fizikus (1998)
- Németh András urológus (1999)
- Mészáros Rezső geográfus (2000)
- Csetri Lajos irodalomtörténész (2001)
- Csákány Béla matematikus (2002)
- Dudits Dénes növénygenetikus (2003)
- Csillik Bertalan anatómus (2004)
- Gábor Miklós farmakológus (2005)
- H. Tóth Imre nyelvész (2006)
- Vécsei László neurológus (2007)
- Fülöp Ferenc vegyész (2008)
- Dobozy Attila bőrgyógyász (2009)
- Szabó Gábor lézerfizikus (2010)
- Vigh László biokémikus (2011)
- Bernáth Árpád germanista (2012)
- Penke Botond biokémikus, gyógyszerkutató (2013)
- Jancsó Gábor orvosi élettani kutató (2014)
- Ormos Pál biofizikus (2015)
- Balázs Mihály irodalomtörténész (2016)
- Krisztin Tibor matematikus (2017)
- Frank József növénynemesítő (2018)
- Varró András farmakológus (2019)
- Janka Zoltán pszichiáter, professor emeritus (2020)
- Totik Vilmos matematikus, akadémikus (2021)
- Kemény Lajos bőrgyógyász, akadémikus (2022)

## A díj és átadása
A Szőkefalvi-Nagy Béla-díj az alapítvány többi kuratóriumi díjával megegyezően Lapis András szobrászművész alkotása, 60 mm átmérőjű, kör alakú ezüst plakett. Egyik oldalán az alapítvány fődíjával járó – szintén Lapis András által alkotott – bronz kisplasztika hölgy figurája, másik oldalán Szeged város címere látható a felirattal: Szegedért Alapítvány Szőkefalvi-Nagy Béla-díja (2007 előtt: Szegedért Alapítvány Kuratóriumi Díja). A díjjal járó pénzjutalom összegéről az alapítvány elnöksége dönt. Átadása – az alapítvány valamennyi díjával együtt – ünnepélyes formában, gálaműsor keretében történik évente a Szegedi Nemzeti Színházban, az 1879-es szegedi nagy árvíz évfordulójához, március 12-éhez legközelebb eső szombaton.